# Asen Zlatev
Asen Zlatev (né le 23 mai 1960 à Plovdiv) est un haltérophile bulgare.

## Carrière
Yanko Rusev participe aux Jeux olympiques de 1980 à Moscou et remporte la médaille d'or dans la catégorie des poids moyens.